# Mġarr United Football Club (femminile)
Il Mġarr United Football Club, citato anche come Mġarr United Women, è una squadra di calcio femminile maltese, sezione dell'omonimo club con sede nella cittadina di Mġarr, nella parte settentrionale di Malta.
Nel suo palmarès figura soltanto una coppa nazionale, la Women's Knockout, vinta al termine della stagione 2024-2025, superando per 2-0 le avversarie dell'Hibernians in finale.

## Storia
L'istituzione di una squadra femminile da parte del club di Mġarr si concretizza con una formazione under 16 che inizia a disputare i tornei giovanili per poi iscriversi con una squadra senior nel campionato cadetto. Nella stagione 2011-2012 ha raggiunto la sua prima promozione in assoluto dalla 2ª divisione dopo aver vinto il campionato, sotto la guida dell'allenatore Ray Vella, grazie alla capacità realizzativa di Brenda Borg chiudendo al vertice della classifica dei capocannonieri.

## Palmarès
- Coppa di Malta: 1

2024-2025

## Organico

### Rosa 2024-2025
Rosa, ruoli e numeri di maglia come da sito mfa.com.mt, aggiornati al 1º maggio 2025.
| N. |                  | Ruolo | Calciatrice                  |
| -- | ---------------- | ----- | ---------------------------- |
| 1  | Malta (bandiera) | P     | Patricia Ebejer              |
| 3  | Malta (bandiera) | C     | Ann-Marie Said               |
| 5  | Malta (bandiera) | D     | Abigail Camilleri (capitano) |
| 7  | Malta (bandiera) | C     | Maia Debono                  |
| 8  | Malta (bandiera) | D     | Maria Mizzi (?)              |
| 11 | Malta (bandiera) | A     | Yulya Carella                |
| 14 | Malta (bandiera) | C     | Veronique Mifsud             |
| 15 | Malta (bandiera) | D     | Kayah Abela Sciberras        |
| 17 | Malta (bandiera) | D     | Leanne Cefai (?)             |
| 18 | Malta (bandiera) | D     | Elisa Xuereb                 |

| N. |                      | Ruolo | Calciatrice             |
| -- | -------------------- | ----- | ----------------------- |
| 19 | Malta (bandiera)     | A     | Valeria Villegas Caly   |
| 20 | Argentina (bandiera) | D     | Yanina Méndez           |
| 21 | Argentina (bandiera) | A     | María Luz Hernández     |
| 22 | Malta (bandiera)     | D     | Rebecca Bajada          |
| 25 | Malta (bandiera)     | A     | Shakira Camilleri       |
| 26 | Colombia (bandiera)  | D     | Alejandra Villegas Caly |
| 28 | Malta (bandiera)     | P     | Giulia D'Antuono        |
| 77 | Malta (bandiera)     | C     | Brenda Borg             |
| 88 | Malta (bandiera)     | C     | Amber Grech             |
|    | Moldavia (bandiera)  | D     | Anastasia Sivolobova    |